# Bermann Miksa
Bermann Miksa (egyes külföldi forrásokban Max Bermann (Győr, 1861. november 1. – Budapest, 1925. augusztus 2.) műszaki író, mérnök, államvasúti főfelügyelő, feltaláló. Életének fő műve a laboratóriumi anyagvizsgálat körében a szikrapróba alapján történő acélelemzés volt.

## Életpályája
Tízgyermekes, szegény bádogosmester családjában született. Tanulmányait a budapesti és több külföldi műegyetemen végezte. Mint jó tanuló, tehetséges diák, magántanítványok vállalásával, ösztöndíjak megpályázásával szedte össze a pénzt tanulmányai folytatásához. Gépészmérnöki oklevelet szerzett. Biztonságra, nyugdíjas állásra törekedett, ezért 1885-től (a magasabb jövedelmet kínáló magáncégek helyett) a szolid biztonságot kínáló a Magyar Királyi Államvasút szolgálatában állt. 1892-től a MÁV északi főműhelyének osztályvezetője, 1910-től főnökhelyettese volt. 1912 után nagy érdemeket szerzett a laboratóriumi anyagvizsgálat vezetőjeként, új műszereivel. Új eljárást dolgozott ki a különböző acélfajták gyors felismerésére. Foglalkozott az edzés és hegesztés problémáival is.
Négy gyermekének nevelése mellett nem volt alkalma vagyongyűjtésre. Hiába volt ötletekkel teli, több szakterületen is maradandót alkotó tehetséges mérnök, eredményeit nem tudta aprópénzre váltani.

## Tudományos működése
Bermann Miksa szakmai érdeklődése, tudományos működése három területet ölelt fel: a szerszámacélok gyártását, hőkezelését, a hegesztést és végül az acélok összetételének szikrapróba segítségével történő meghatározását. A szikrapróbának (angolul Spark testing), azaz az acél anyagvizsgálat szikrapróbás módszerének a feltalálója Bermann Miksa volt.

## Eredményei

### A szerszámacélok gyártása és hőkezelése körében
Tanulmányozta az ötvöző anyagok szerepét az acélok mechanikai tulajdonságaira- kovácsolhatóságára, hegeszthetőségére, szívósságára, rugalmasságára - gyakorolt hatásáról. Kísérleteket végzett a helyes edzés feltételeire és az edzés sikerességének gyors ellenőrzését alkalmazta töréspróba alapján. Edzőkemencéi stabil és hordozható kivitelben készültek. A vegyes tüzelésű, szabályozható üzemmódú kemencében az edzésre kerülő munkadarabok nem érintkeztek az égéstermékekkel, így nem oxidálódott a fémfelület. Az edzés után szükséges feszültségmentesítést, a megeresztést is ezekben a kemencékben végezték. Az új típusú hőkezelő kemencét és eljárást főként a kisméretű, vékony falvastagságú öntvények gyártása során használták, hiszen ezek voltak leginkább a törésre hajlamosak. Bermann Miksa munkája elismeréseként két alkalommal is képviselte munkahelyét a Nemzetközi Anyagvizsgáló Egyesület kongresszusain: 1906-ban Brüsszelben, majd 1909-ben Koppenhágában.

### A hegesztés körében
A MÁV-nál meglévő igen szigorú biztonsági előírások miatt a korábban használatos tűzi hegesztést Bermann nem tartotta megfelelőnek. Így figyelme a hegesztés felé fordult. Ebben a témakörben német nyelven több cikket és egy könyvet is publikált. Helyesen ismerte fel, hogy a tökéletlen hegesztésnél az oxidrétegek gátolják a fémfelületek megfelelő összehegedését, vagyis csak akkor létesül kohéziós kapcsolat, ha az acélban levő anyagok redukálják az összehegesztendő felületeket borító oxidréteget, emellett pedig megfelelő nagyságú külső nyomást gyakorolnak a hegesztendő tárgyakra. A legaktívabb redukáló elemek az acélban a szilícium, a mangán, a foszfor és a karbonból keletkező szén-monoxid. Kísérletei során rájött, hogy a hegesztés sikeressége elősegíthető salakképzők használatával, amelyek folyós állapotban feloldják a felületen képződő vasoxidokat. A salak kalapálással könnyen eltávolítható, mivel rideg, üvegszerű bevonatot képez. A hegesztés sikerességét csavarópróbákkal ellenőrizte.
Bermann az autogénhegesztés, valamint az autogénvágás elméletével és gyakorlatával is foglalkozott.

### A szikrapróba alapján történő acélelemzés
"A már akkor is széles körben alkalmazott metallográfiai vizsgálatokkal szemben gyorsan elvégezhető, roncsolásmentes, olcsó, különösebb előképzettséget nem igénylő vizsgálati módszert akart kidolgozni a gyártóművek raktáraiban felhalmozódó sokféle vasanyag gyors azonosítása céljából. "Szerszámacél vizsgálataim és a csiszolókorongok összehasonlító kipróbálása céljából végzett kísérleteim közben bukkantam a szikrapróbára" - írja a témára vonatkozó első cikkében 1908-ban. Persze őelőtte is nagyon sokan látták a köszörűkövön szikrázó acél csóváját, mégsem jutott eszébe senkinek, hogy az apró tűzijátékból az acél minőségére lehetne következtetni.

Az eljárás lényege, hogy a vasanyag csiszolásánál gyorsan forgó koronghoz nyomjuk az acélt, és a csiszolókorong éles kristályszemcséi apró forgácsokat vágnak ki az acélból, melyek fénynyalábok alakjában jelennek meg a szemlélő előtt. A szikrakép előállítása tehát forgácsoló művelettel történik. Célszerűen a korong kb. 20 mm vastag, korund szemcséjű, keramikus kötésű, 60-80-as szemcsenagyságú, és 20–30 m/s kerületi sebességgel forog. Az anyagot úgy kell a korongra nyomni, hogy vízszintes szikracsóvát kapjunk. Bermann Miksa a szikrapróbát így határozta meg: 
Az ütközés munkája, mely a kiragadott anyagrészecske anyagvonzását legyőzte, egyben súrlódási meleggé alakult, meleget fejlesztett, melyet éles kristályok esetén javarészt az anyagrészecske vesz fel. Ez a meleg a vasrészecskét izzóvá teszi. Ez az izzó vasrészecske a szikra. A kihulló csiszolókristályok szintén tovaröpülnek, de mivel nem izzanak, repülésük nem látható, nem zavarják a vizsgálatot. A szikra útja keletkezésétől eltűnése pillanatáig (amikor izzása megszűnik) a szikrasugár. A szikrasugarak összessége a szikranyaláb. A szikrasugarak hosszúsága 60 mm-től 500 mm-ig terjedhet az anyagminőségtől függően, ezenkívül befolyásolja még a vasrészecske tömege, a csiszolókorong kerületi sebessége és a nyomás nagysága. A korongot elhagyó vasforgácsot hűti ugyan a levegő, oxigénje viszont táplálja az égést. Mivel a melegfejlődés nagyobb mértékű a lehűlésnél, a vasrészecske hőmérséklete folyamatosan emelkedik, fehéren izzik, majd megömlik, explóziós jelenségek keletkeznek, ezekből azután következtetni lehet az ötvözet összetételére.

## Találmányai
Korai találmányára, melynek címe "Drehstahlhalter zum Abdrehen von Eisenbahnrädertyres" 1894/000881 számon privilégiumot kapott az Osztrák-Magyar Monarchia területére 1894-ben.
Legjelentősebb, 1915. április 19-én bejelentett találmánya a szerszámacél gyártásra vonatkozik. A 73692-es lajstromszámú szabadalmában az általa javasolt, bórt, molibdént, vanádiumot, titánt, kobaltot és krómot kis mennyiségben tartalmazó gyorsacél alkalmas volt a drága, volfrámtartalmú anyagok helyettesítésére.

## Emlékezete
Anyagi és erkölcsi sikerek, elismerés nélkül halt meg 1925-ben, mindössze 63 évesen. Munkássága ma is, jelentőségénél szűkebb körben ismert.

## Fontosabb művei
- A szerszámacél kezelése és edzése
- Az edzésről
- A vasanyagok felismerése szikrájuk alapján
- Az acélheggesztés és autogénhegesztés elmélete és gyakorlata
- A vasútüzemben előforduló esetek okairól
- A szikrapróbák elmélete és gyakorlati ismertetése
- Die Theorie des Schweissens von Stahl und ihre praktische Anwendung
- Die Grundzüge der Versuihsmethode der Funkenprobe und ihre praktische Verwendung